# Paléosarde
 (novembre 2014).
Si vous disposez d'ouvrages ou d'articles de référence ou si vous connaissez des sites web de qualité traitant du thème abordé ici, merci de compléter l'article en donnant les références utiles à sa vérifiabilité et en les liant à la section « Notes et références ».
Le paléosarde est l'ensemble de langues parlées dans les îles de Sardaigne et Corse pendant la période nuragique, c'est-à-dire avant que les habitants des îles n'adoptent le latin.

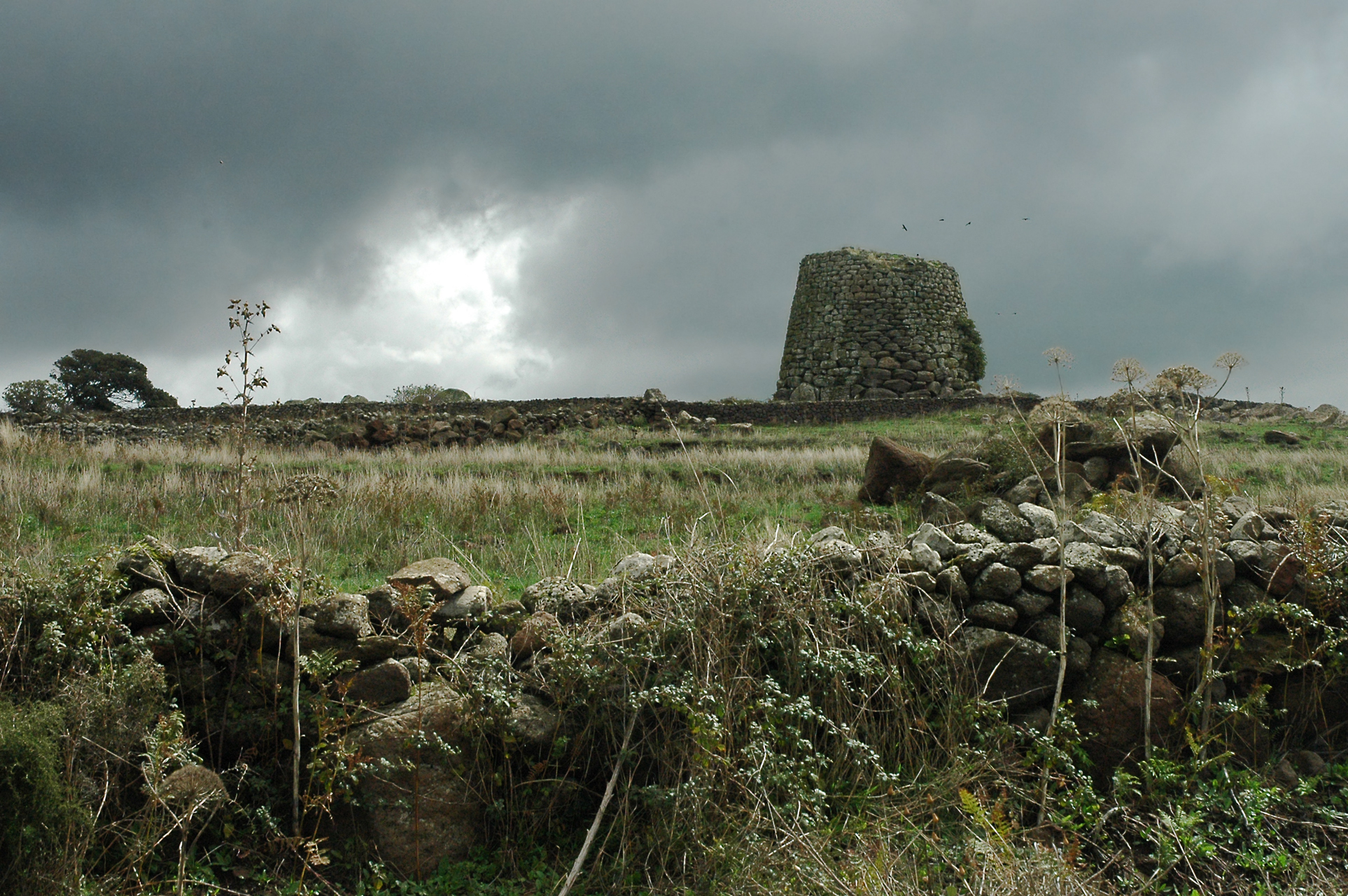
Nuraghe

## Une langue mal attestée à la reconstruction problématique

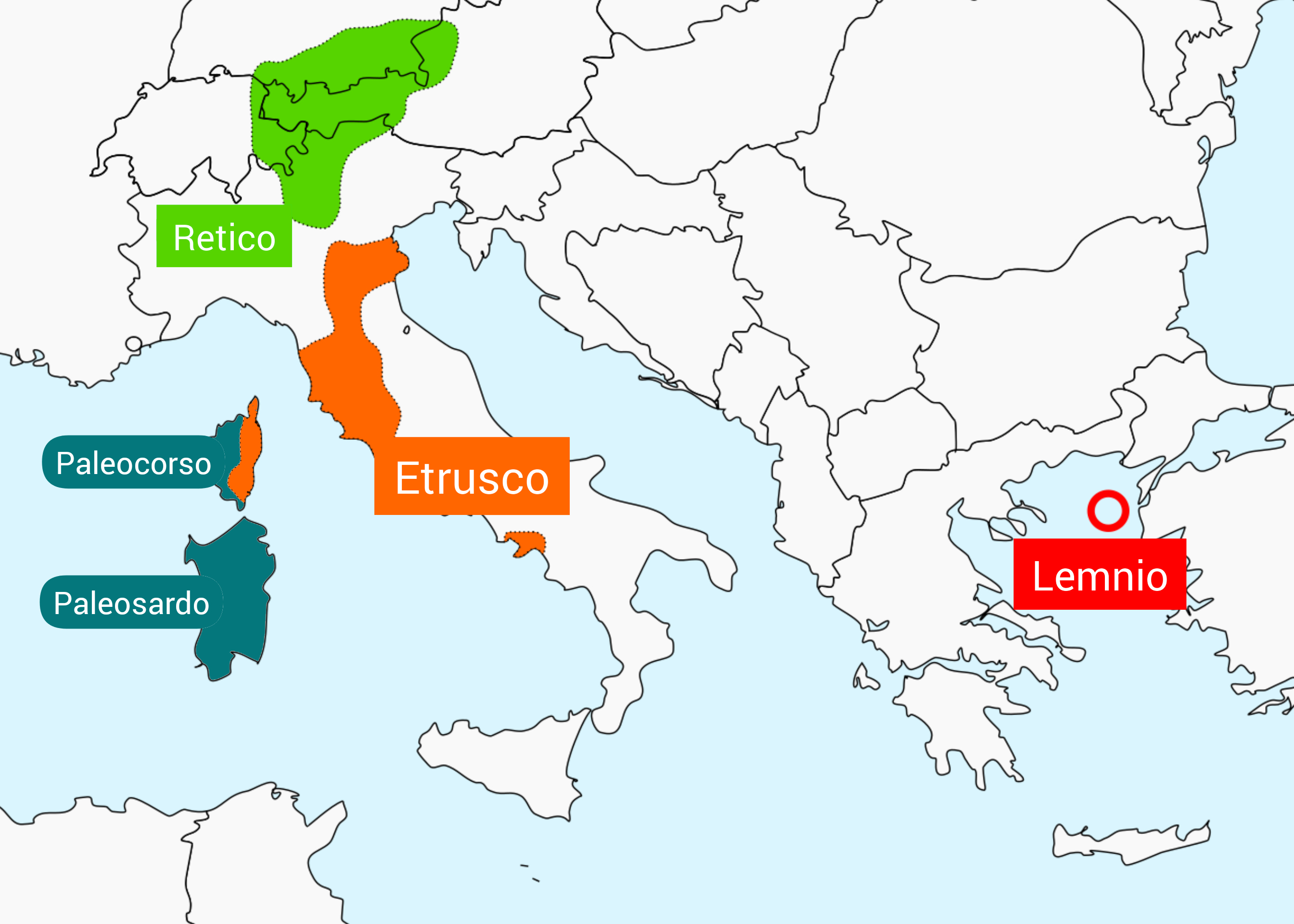
Langues nuragiques (paléosarde, paléocorse) et langues tyrséniennes (étrusque, rhétique, lemnien).

Aucune inscription liée à la culture nuragique n'a jamais pu être identifiée avec certitude. Actuellement la plupart des études conduites sur le sujet semblent aboutir à la conclusion que les peuples nuragiques ne connaissaient pas l'écriture. La langue paléosarde a été supplantée depuis plus de 2 000 ans par une langue italique, ce qui rend son approche difficile. Les seules sources sont la toponymie voire l'identification d'éléments non indo-européens dans le lexique des langues sarde et corse.

## Classification

### Hypothèse basco-nuragique
Benvenuto Terracini (it) dans un article de 1927 intitulé Osservazioni sugli strati più antichi della toponomastica sarda (« Observations sur les strates les plus anciennes de la toponymie sarde ») a émis l'hypothèse que la Sardaigne antique aurait été subdivisée en deux zones linguistiques : une zone méridionale « afro-ibérique » et une zone septentrionale rhéto-ligure. On retrouverait ainsi dans la partie sud des suffixes de type afro-ibérique tels que -itan, -’ir, -’il, -àr, -’ar e -’in que l'on rencontre tant dans les langues berbères que dans les langues basco-ibériques (langues vasconiques). Des termes tels que pala, bruncu, mara renvoient quant à eux à l'Italie du Nord et à la Gaule.
Le linguiste allemand Max Leopold Wagner (1880-1962), un des plus grands spécialistes de la langue sarde, a affirmé, sur la base d'arguments centrés principalement sur les noms de lieux et de plantes dont l'origine est antérieure à l'arrivée du latin sur l'île, que le proto-sarde était d'origine pré-indo-européenne et qu'elle avait des affinités avec les langues basque et berbère. Le même Wagner a également identifié plusieurs similitudes avec les langues paléo-balkaniques.
Le linguiste suisse Johannes Hubschmid (1916-1995), spécialiste de l'étude des substrats des différentes langues indo-européennes encore parlées aujourd'hui, pense que la langue sarde a été influencée par des langues appartenant à au moins deux familles linguistiques différentes.
Plus récemment le linguiste allemand Jürgen Heinz Wolf (* 1936) est arrivé à la conclusion après étude de suffixes déterminatifs et de la structure syllabique du sarde, a priori non liées à l'indo-européen, que le paléosarde était une langue agglutinante.
L'hypothèse de Wolf a ensuite été reprise en 2010 par le linguiste sardo-catalan Eduardo Blasco Ferrer, selon lequel les premiers Sardes seraient arrivés à l'époque préhistorique de la péninsule ibérique avant d'être rejoints vers la fin du Chalcolithique, par une petite population d'origine indo-européenne qui aurait laissé quelques traces dans le proto-sarde (par exemple le radical * Ōsa ou le lexème debel(is)). Toujours selon Blasco Ferrer, les noms des tribus nuragiques Bàlari et Ilienses évoquent ceux de tribus ibères.
L'hypothèse basquo-nuragique a également la faveur du linguiste Giovanni Lilliu (1914-2012). Pour Lilliu, les langues de type "basquo-caucasiennes" auraient été introduites sur l'île par les populations appartenant à la culture Bonnanaro et se seraient substituées aux langues précédentes qui auraient été de type pan-méditerranéen.
Massimo Pallottino (1909-1995), reprenant divers auteurs tels que Bertoldi, Terracini Wagner, a mis en évidence les similitudes suivantes entre le sarde, le basque et l'ibère :

« Divers éléments onomastiques sardes reprennent le nom de lieux ibériques, pas seulement dans les radicaux (qui ont souvent une diffusion pan-méditerranéenne) mais également dans la structure morphologique des mots, par exemple :
sarde : ula-, olla- ;  ibérique : Ulla
sarde : paluca ; ibérique : baluca
sarde : nora, nurra ; ibérique : nurra ;
sarde : ur-pe ; ibérique : iturri-pe.
Il faut ajouter à cela le fait que vu le nombre de concordances, il est impossible d'avoir affaire à des coïncidences. On observe ainsi l'existence d'analogies spécifiques entre le vocabulaire de la langue basque et ce qu'il subsiste de la toponymie sarde :
- sarde : aurri (charme) ; basque : aurri (nom d'arbre)
- sarde : bitti (agneau) ;  basque : bitin (chèvre)
- sarde : golosti (houx) ; basque : gorosti (houx)
- sarde : sgiàgaru (chien) ; basque : zakur (chien)
- sarde : mògoro (hauteur) ; basque : mokor (motte de terre, tronc)
- sarde :òspile (petit et fermé) ; basque : ospel (lieu ombragé)
- sarde : orri, orrui ; basque : orri (genévrier)
- sarde : usai, useis' '; basque : usi (bois)

Les correspondances s'étendent aussi à des éléments morphologiques : par exemple - aga, qui a une signification collective lorsqu'il est employé en basque pour la toponymie (harriaga, harri) et qui pourrait expliquer l'emploi du sarde nuraghe plutôt que nurra. »

— La Sardegna Nuragica, Massimo Pallotino - a cura di Giovanni Lilliu, pag 96. Ilisso edizioni, 1950
Pallottino fait aussi remarquer que le terme mògoro se retrouve avec le même sens dans l'aire balkaniquo-danubienne et constituerait un reliquat pré-indo-européen :
- sardo : mògoro (altura)
- albanese : magulë
- romeno : magura

### Cohabitation de plusieurs langues à l'ère nuragique

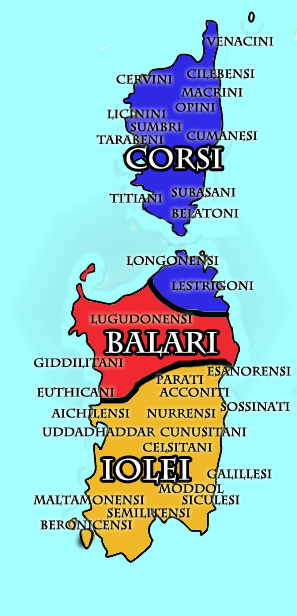
Tribus nuragiques.

Comme il a été dit au paragraphe précédent, Terracini avait déjà émis l'hypothèse que plusieurs familles de langues avaient cohabité en Sardaigne lors de la période nuragique : une famille afro-ibérique au sud et une autre rhéto-ligure au nord.
Selon l'archéologue Giovanni Ugas, les populations qui ont occupé la Sardaigne pendant l'Antiquité auraient parlé des langues appartenant non pas à une mais à au moins trois familles linguistiques. Ces trois familles étant associées aux trois principales ethnies nuragiques, c'est-à-dire :
- les Bàlari : Culture campaniforme, probablement indo-européenne d'origine ibérique.
- les Corses : Ligure, dont on ignore s'ils étaient pré-indo-européens ou celtes.
- Ilienses : Libous, pré-indo-européens.

Les divisions ethno-linguistiques nuragiques seraient d'une manière ou d'une autre à l'origine base de la diversité linguistique actuellement présente en Sardaigne. Le sarde cohabite en effet avec le logudorais, le campidanais (it) et le gallurais (en ce qui concerne cette dernière, une filiation depuis la langue des anciens Corses a également été proposée par le linguiste Ignazio Abeltino en opposition à la théorie selon laquelle cette langue aurait été importée par le biais de migrations corses plus récentes). Les travaux de Ugas apportent cependant peu d'éléments de nature linguistique sur lesquels faire reposer les origines de la division des variétés du sarde. De manière générale le propos de Ugas est proche de celui de Terracini; une aire linguistique "balarienne", peut-être d'origine indo-européenne, étant simplement ajoutée au nord-ouest de la Sardaigne.
Plus récemment, Ugas a proposé sur la base de signes découverts sur des restes de poterie, des pierres et des outils en métal que les populations nuragiques ou au moins une partie d'entre elles auraient adopté au début de l'âge du fer un alphabet semblable à celui utilisé en Béotie.

### Hypothèse sardo-étrusque
Le linguiste Massimo Pittau avance l'hypothèse que la langue proto-sarde et l'étrusque seraient très fortement liées (pour l'auteur, ces langues feraient partie de la branche anatolienne de l'indo-européen, mais ce point précis est fortement mis en doute par la plupart des linguistes). Selon l'auteur les "nuragiques" étaient d'origine lydienne qui auraient importé leur langue, laquelle se serait superposée à une langue préexistante de type pré-indo-européenne parlée par les habitants pré-nuragiques ; les correspondances relevées par Pittau concernent en fait une zone plus vaste que l'aire lydienne, étant donné qu'elle s'étend au moins indirectement à toute l'aire égéo-anatolienne. Des termes paléo-sardes d'étymologie indo-européenne / anatolienne seraient par exemple :
- calambusa « rameau de cerisier avec les fruits » (Osini), probablement un reliquat nuragique [suffixe. égéo-anatolie, -ús(s) a], peut-être cognat du grec kaláme « canne, tige » (indo-européen).
- meulla, méurra, meúrra, miúrra, maúrra « merlo » (campidanais), reliquat nuragique (présence du son -ll-, suffixe), à mettre en relation avec mérula « merlo » ("tu vois") [qui lui dérive du latin] et qui est peut-être cognat avec le latin merula dont l'étymologie est probablement d'origine indo-européenne.
- saurra « humidité de la nuit, givre, rosée » (logudorais), toponyme Saurrecci (Guspini), Zaurrái (Isili), Aurracci (Ussassai), Urracci (Guspini) (ajout de suffixe) ; reliquat nuragique, probablement cognat, via une métathèse, du latin ros, roris, du lituanien rasà, du slave rosa, du sanskrit rasá « rosée », « humidité », racine clairement indo-européenne.

### Hypothèse sardo-illyrienne
Le linguiste Alberto Areddu, développant l'idée que le "peuple de la mer" de la Shardana était d'origine illyrienne, sur la base de différents éléments lexicaux - reconnus concordément comme appartenant au substrat - suppose qu'il fallait parler pour la Sardaigne antique et en particulier pour les régions les plus conservatrices de l'île, l'Ogliastra et la Barbagia, d'une branche particulière de l'Indo-Européen, qui manifeste des correspondances  formelles et sémantiques avec les rares témoignages de l'Illyrien (ou du thrace) et surtout avec leur prolongement actuel, l'albanais ; les concordances sont ensuite étendues à différents toponymes et microtoponymes de la zone centrale ; par exemple, Areddu fournit les comparaisons suivantes :
- Sarde : eni, enis, eniu 'if' = albanais enjë 'if; genévrier'

- Sarde : rethi 'vrille' = alb. rrypthi 'vrille'

- Sarde : àlase 'houx, balai' (en sarde: laruspinosu) = alb. hale  'arête; restes (de céréales) ; balai de boucher ; aiguille de conifère ; pin noir', halëz‘ 'arête ; écharde '

- Sarde : lothiu 'boueux', cf. topp : Lotzorai, Lothorgo, Loceri, Lotzeri = alb. lloç  'gadoue'

- Sarde : dròb(b)alu 'intestin du porc' = alb. drobolì  ‘viscères de tous les bovins '(qui est cependant un emprunt slave)

- Sarde : duri 'tronc d'arbre en bois avec branches raccourcies '= alb. druri 'bois, bâton, poteau'

- Sarde : urtzula 'clematis', top. Urtzulei = alb. (h)urth, hurdh 'lierre'
- Sarde : amadrina 'biche' = alb. drenje, drenushe 'biche'
- Sarde : élimu 'rancœur' = alb. helm  'poison, déplaisir'

- Sarde : tzirima, tzérrima 'rancœur, offense' = alb. çirrma 'menaces stridentes, insultes', çirrmë 'grands cris, grands cris'

- Sarde : càstia 'réseau pour recueillir la paille' = alb. kashtë 'paille'
- Sarde : thùrgalu 'torrent' = alb. çurg 'ruisseau, filet d'eau'
- Sarde : thioccoro, ittiòccoro, isciòccoro 'plante de la bourrache' = alb. hith, hidh 'ortie ; aigre'
- Sarde : madérria 'grandeur, arrogance' = alb. madhëri 'grandeur, vanité'
- Sarde : theppa 'pointe, sommet pierreux', top. Zèppara = alb. thep 'hauteur, sommet, pointe'

et par la suite : Orol- présent dans un bon nombre de microtoponymes de montagne (et également dans l'ornithonymie actuelle) par rapport à le trace Orolos 'aigle'

### Sources
- (it) Cet article est partiellement ou en totalité issu de l’article de Wikipédia en italien intitulé « Lingua protosarda » (voir la liste des auteurs).
- Alberto G. Areddu, Le origini "albanesi" della civiltà in Sardegna, Naples 2007
- Alberto G. Areddu, "Un'ipotesi balcanica per il Nuragico", Quaderni di Semantica X, 2024
- Eduardo Blasco Ferrer, Storia della lingua sarda. Dal paleolitico alla musica rap, Cagliari (2009)
- Eduardo Blasco Ferrer, Paleosardo. Le radici linguistiche della Sardegna neolitica, Berlin/New York (2010)
- Johannes Hubschmid, Sardische Studien, Bern (1953)
- Giulio Paulis, I nomi di luogo in Sardegna, Sassari (1987)
- Massimo Pittau, La lingua sardiana o dei Protosardi, Cagliari (2000)
- Giovanni Ugas, L'alba dei Nuraghi, Cagliari (2005)
- Heinz Jürgen Wolf, Toponomastica Barbaricina, Nuoro (1998)